# Lysandra berber
Lysandra berber är en fjärilsart som beskrevs av Le Cerf 1932. Lysandra berber ingår i släktet Lysandra och familjen juvelvingar. Inga underarter finns listade i Catalogue of Life.